# Distretto di Kara-Kulža
Il distretto di Kara-Kulža (in kirghiso Кара-Кулжа району?, Kara-Kulja rayonu) è un distretto (raion) del Kirghizistan con  capoluogo Kara-Kulža.